# Ромберг, Фридрих Гисберт Вильгельм фон
Граф Фридрих Гисберт Вильгельм фон Ромберг  (нем. Friedrich Gisbert Wilhelm von Romberg; 17 июля 1729, замок Брюннингхаузен, Вестфалия — 21 мая 1809, Берлин) — прусский генерал-лейтенант, который, будучи губернатором Штеттина, без боя сдал город и крепость французским войскам в 1806 году, за что был приговорен к пожизненному заключению.

## Биография

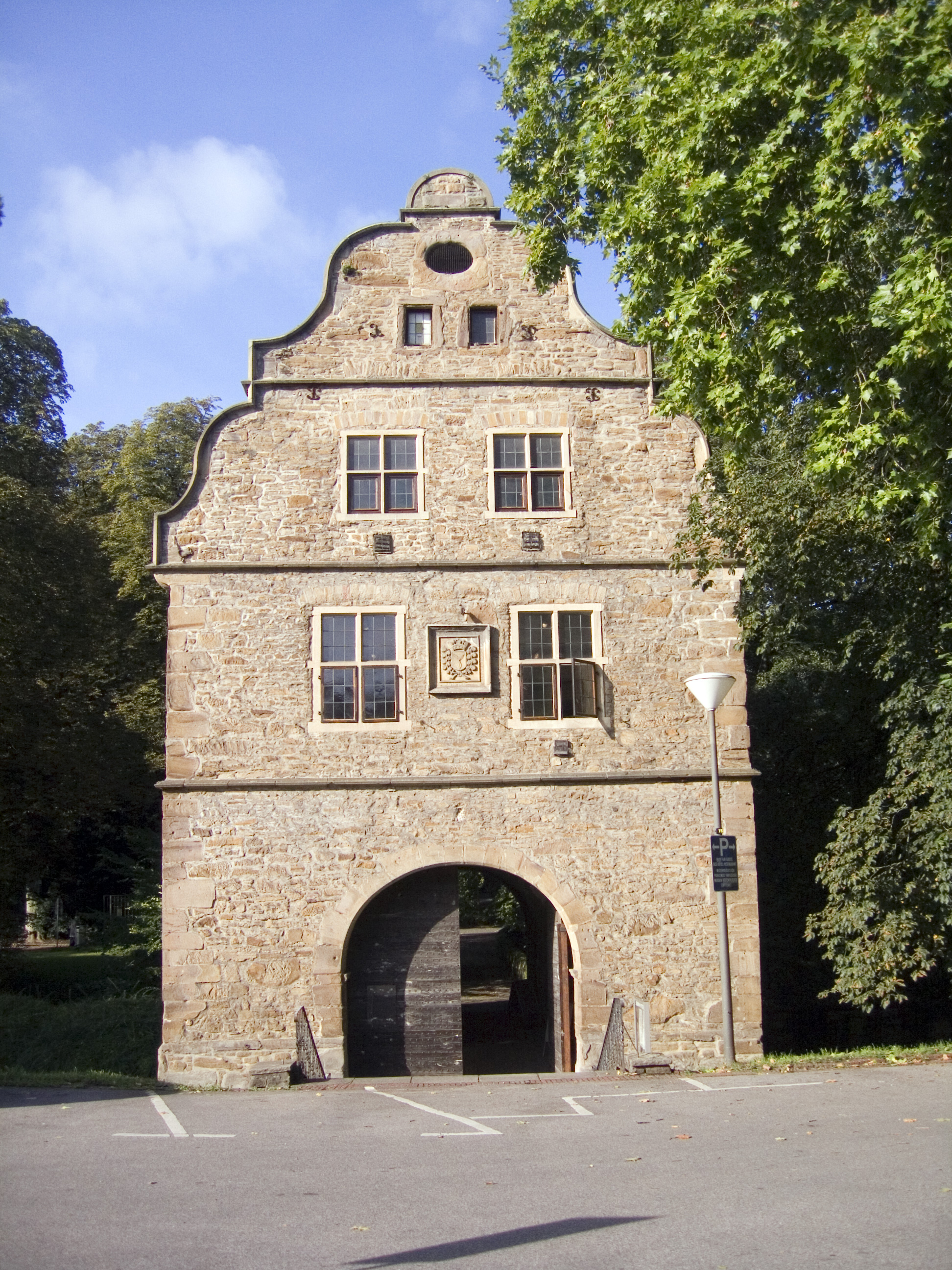
Уцелевшие в годы Второй мировой войны ворота резиденции Ромбегов — замка Брюннингхаузен.

Будущий военачальник родился в 1729 году в замка Брюннингхаузен — родовой резиденции вестфальского рода фон Ромбергов. Его родителями были Конрад Стефан фон Ромберг (1691–1755) и его жена Мария Кристина, урожденная фон Боттленберг.
В 1746 году Фридрих Герберт он поступил капралом в пехотный полк графа Вида прусской армии. Во время Семилетней войны он был тяжело ранен в битве под Колином в 1757 году.
В 1773 году он сменил Кристофа Зигмунда фон Валленродта на посту командира III Постоянного гренадерского батальона. В 1774 году был награжден орденом Pour le Mérite. В 1780 году Ромберг стал командиром пехотного полка фон Вольфферсдорфа, в том же году произведен в полковники, а в 1787 — в генерал-майоры.
В 1788 году Ромберг стал командиром пехотного полка фон дер Марвица, а в 1792 году — кавалером ордена Красного Орла. Повышенный в 1794 году до генерал-лейтенанта, он был в 1799 году назначен губернатором Штеттина, столицы прусской провинции Померания. Это назначение первоначально было задумано, как тихая и тыловая должность для уже пожилого к тому моменту генерала. Соответствующее письмо короля Фридриха Вильгельма II, адресованное Ромбергу, начиналомь фразой: «Поскольку вам, несомненно, будет приятно обрести спокойствие на склоне лет, когда неумолимый ход времени сократит ваши силы, я хотел бы предоставить вам вакантное место губернатора Штеттина…».
В 1806 году в Европе разгорелась Война четвёртой коалиции — очередная в череде Наполеоновских войн.  14 октября 1806 года французские войска в двойном сражении при Йене и Ауэрштедте нанесли чудовищное поражение прусской армии. После этого крупное подразделение прусской армии под командованием принца Гогенлоэ практически без боя сдалось французам 28 октября 1806 в Пренцлау, в нескольких километрах от Штеттина.
Сам по себе Штеттин, однако, оставался хорошо укреплённой крепостью с пятитысячным гарнизоном, большим количеством артиллерии, пороха и военных запасов, способной выдержать несколько месяцев осады. Однако, командиры войск, находившихся в крепости, и в том числе Ромберг, которому было тогда 77 лет, были деморализованы известиями о поражениях армии. В результате, когда на следующий день перед Штеттином появились французские войска и потребовали сдачи города-крепости, Ромберг решил сдаться без боя. Его не остановило даже то, что в тот момент перед крепостью находился лишь легендарный французский кавалерист генерал Лассаль со своими двумя гусарскими полками (800 всадников), без пехоты, военных инженеров, осадных орудий... Несмотря на всё это, созванный перед сдачей военный совет согласился с решением Ромберга. Два находившихся с ним в крепости генерала — генерал-майоры Бонавентура фон Раух и Курд Готтлоб фон Кнобельсдорф также сдались в плен наряду с остальным гарнизоном.
Несмотря на то, что поступок Ромберга не был единичным, после того, как война закончилась поражением Пруссии и подписанием унизительного для неё мирного договора, Ромберг и его подчинённые, Раух и Кнобельсдорф, были арестованы и предстали перед судом по приказу короля Пруссии Фридриха Вильгельма III. В марте 1809 года суд приговорил Ромберга к пожизненному заключению, однако ему практически не пришлось отбывать наказание — он скончался в Берлине два месяца спустя.

## Семья
В 1780 году Ромберг женился на Элеоноре фон Крозиг (1760–1829). У пары было несколько детей, из которых Александр Вильгельм Генрих Конрад Антон (1783–1833) служил в гусарах и дослужился до полковника.